# セニエサ・エストラーダ
セニエサ・エストラーダ（Seniesa Estrada、1992年6月26日 - ）は、アメリカ合衆国の元プロボクサー。元WBA・WBC・IBF・WBO女子世界ミニマム級統一王者。元WBO女子世界ライトフライ級王者。元WBA女子世界フライ級暫定王者。世界3階級制覇王者。

## 来歴
イーストロサンゼルス出身のメキシコ系アメリカ人で、8歳でボクシングを始めた。
2011年5月13日、プロデビュー。
2018年11月17日、メキシコにてデボラ・レンヒフォとのWBC女子世界ライトフライ級シルバー王座決定戦に挑み、4回TKOで初タイトル獲得。
2019年11月2日、ロンドンオリンピック銅メダリストのマーレン・エスパーザとのWBA女子世界フライ級暫定王座決定戦に挑み、9回に偶然のバッティングで負傷したものの負傷判定で勝利し2冠目にして暫定ながら初の世界王座獲得。
2020年7月24日、42歳のミランダ・アドキンス相手にWBCシルバー王座の防衛戦を行い、女子ボクシング史上最短となる7秒でのKO決着により勝利。

### 2階級制覇
2021年3月20日、アナベル・オルティスが持つWBA女子世界ミニマム級王座に挑戦し、3-0判定を制して2階級制覇達成。

### 3階級制覇
2021年7月9日、ロサンゼルス・バンク・オブ・カリフォルニア・スタジアムにて天海ツナミが持つWBO女子世界ライトフライ級王座に挑戦し、3-0判定で3階級制覇達成。なお、このタイトルは防衛戦を行わず返上し、WBAミニマム級王座を引き続き保持する。
2021年12月18日、サンアントニオにてマリア・サンティソ相手にWBA世界ミニマム級王座の初防衛に臨み、4回KOで初防衛成功。
2022年7月、ゴールデンボーイ・プロモーションズを離れトップランク社と契約した。女子ボクサーでトップランク社と契約したのはミカエラ・メイヤーに続き2人目となった。
2022年11月12日、ラスベガスにてハスミン・ビジャリーニョ相手に2度目の防衛戦に臨み、三者フルマークの3-0判定で圧勝し2度目の防衛成功。
2023年3月25日、フレズノにてWBC王者ティナ・ルプレヒト相手に王座統一戦に挑み、三者フルマークの3-0判定で圧勝し3度目の防衛とWBA・WBC王座統一に加えリングマガジン王座獲得に成功。
2023年7月28日、ラスベガスにて元IBF世界フライ級王者レオネラ・ジュディカ相手にWBA・WBC統一王座の防衛戦を行い、3-0判定でWBA4度目・WBC初防衛に成功。
2024年1月23日、エディオンアリーナ大阪で行われた寺地拳四朗 対 カルロス・カニサレス戦をアメリカでで放送したESPN+でゲスト出演ながらも初めて解説を行った。

### 女子世界ミニマム級4団体王座統一
2024年3月29日、アリゾナ州グレンデールのデザート・ダイヤモンド・アリーナにてオスカル・バルデス対リアム・ウィルソンの前座で、IBF・WBO女子世界ミニマム級統一王者のヨカスタ・バジェと女子世界ミニマム級4団体王座統一戦を行い、3-0（97-93×3）判定でWBA5度目・WBC2度目の防衛とIBF・WBO王座の獲得に成功、女子世界ミニマム級4団体統一王者となった。

### 引退
2024年10月23日、現役引退を発表した。

## 戦績
- プロボクシング：26戦 26勝 (9KO) 無敗

| 戦           | 日付           | 勝敗 | 時間    | 内容         | 対戦相手                   | 国籍           | 備考                                                                           |
| ------------ | -------------- | ---- | ------- | ------------ | -------------------------- | -------------- | ------------------------------------------------------------------------------ |
| 1            | 2011年5月13日  | ☆    | 4R      | 判定 3-0     | マリア・ルイズ             | アメリカ合衆国 | プロデビュー戦                                                                 |
| 2            | 2011年7月1日   | ☆    | 4R      | 判定 3-0     | ブランカ・レイムンド       | アメリカ合衆国 |                                                                                |
| 3            | 2014年3月14日  | ☆    | 2R      | TKO          | ブランカ・レイムンド       | アメリカ合衆国 |                                                                                |
| 4            | 2015年5月16日  | ☆    | 6R      | 判定 3-0     | カーリー・ベイティ         | アメリカ合衆国 |                                                                                |
| 5            | 2015年8月27日  | ☆    | 4R      | 判定 3-0     | マリア・アンダヴェルデ     | アメリカ合衆国 |                                                                                |
| 6            | 2016年4月23日  | ☆    | 6R      | 判定 3-0     | セレネ・ロペス             | メキシコ       |                                                                                |
| 7            | 2016年6月3日   | ☆    | 6R      | 判定 3-0     | クリスティーナ・フェンテス | アメリカ合衆国 |                                                                                |
| 8            | 2016年9月10日  | ☆    | 8R      | 判定 3-0     | ナンシー・フランコ         | アメリカ合衆国 |                                                                                |
| 9            | 2017年6月22日  | ☆    | 1R 0:38 | KO           | レイチェル・サゾフ         | アメリカ合衆国 |                                                                                |
| 10           | 2017年7月21日  | ☆    | 6R      | 判定 3-0     | アラセリ・パラシオス       | メキシコ       |                                                                                |
| 11           | 2017年9月9日   | ☆    | 8R      | 判定 3-0     | アナイ・トレス             | メキシコ       |                                                                                |
| 12           | 2018年3月16日  | ☆    | 8R      | 判定 3-0     | ソニア・オソリオ           | メキシコ       |                                                                                |
| 13           | 2018年5月4日   | ☆    | 3R 0:38 | TKO          | アマリリス・アドルノ       | プエルトリコ   |                                                                                |
| 14           | 2018年7月13日  | ☆    | 3R 0:20 | KO           | ジョセプ・ビスカイノ       | ベネズエラ     |                                                                                |
| 15           | 2018年11月17日 | ☆    | 4R 1:59 | TKO          | デボラ・レンヒフォ         | ベネズエラ     | WBC女子世界ライトフライ級シルバー王座決定戦                                    |
| 16           | 2019年2月23日  | ☆    | 5R 終了 | TKO          | ジェニフェル・レオン       | ベネズエラ     | WBCシルバー防衛1                                                               |
| 17           | 2019年6月13日  | ☆    | 4R 終了 | TKO          | グレッツェン・アバニエル   | フィリピン     | WBCシルバー防衛2                                                               |
| 18           | 2019年11月2日  | ☆    | 9R 終了 | 負傷判定 3-0 | マーレン・エスパーザ       | アメリカ合衆国 | WBA女子世界フライ級暫定王座決定戦                                              |
| 19           | 2020年7月24日  | ☆    | 1R 0:07 | KO           | ミランダ・アドキンス       | アメリカ合衆国 | WBCシルバー防衛3                                                               |
| 20           | 2021年3月20日  | ☆    | 10R     | 判定 3-0     | アナベル・オルティス       | メキシコ       | WBA女子世界ミニマム級タイトルマッチ                                            |
| 21           | 2021年7月9日   | ☆    | 10R     | 判定 3-0     | 天海ツナミ(山木)           | 日本           | WBO女子世界ライトフライ級タイトルマッチ                                        |
| 22           | 2021年12月18日 | ☆    | 4R 1:51 | KO           | マリア・サンティソ         | グアテマラ     | WBA防衛1                                                                       |
| 23           | 2022年11月12日 | ☆    | 10R     | 判定 3-0     | ハスミン・ビジャリーニョ   | アルゼンチン   | WBA防衛2                                                                       |
| 24           | 2023年3月25日  | ☆    | 10R     | 判定 3-0     | ティナ・ルプレヒト         | ドイツ         | WBA・WBC女子世界ミニマム級王座統一戦 WBA防衛3 WBC・リングマガジン王座獲得      |
| 25           | 2023年7月28日  | ☆    | 10R     | 判定 3-0     | レオネラ・ジュディカ       | アルゼンチン   | WBA防衛4・WBC防衛1                                                             |
| 26           | 2024年3月29日  | ☆    | 10R     | 判定 3-0     | ヨカスタ・バジェ           | コスタリカ     | WBA・WBC・IBF・WBO女子世界ミニマム級王座統一戦 WBA防衛5・WBC防衛2 IBF・WBO獲得 |
| テンプレート |                |      |         |              |                            |                |                                                                                |

## 獲得タイトル
- WBC女子世界ライトフライ級シルバー王座
- WBA女子世界フライ級暫定王座
- WBA女子世界ミニマム級王座（防衛4）
- WBO女子世界ライトフライ級王座（防衛0=返上）
- WBC女子世界ミニマム級王座（防衛1）
- IBF女子世界ミニマム級王座（防衛0）
- WBO女子世界ミニマム級王座（防衛0）
- リングマガジン女子世界ミニマム級王座